# Karl von Kraus
Karl von Kraus (Praga, 1905 – Dresda, 1968) è stato un alpinista e medico tedesco, fu un alpinista d'alta quota e un componente della spedizione del 1929 al Kangchenjunga la terza montagna più elevata della Terra con i suoi 8.586 m.,  e del salvataggio dei superstiti di quella al Nanga Parbat del 1937 nonché alla  spedizione alpinistica tedesca al Nanga Parbat del 1938. Fu un nazionalista, membro delle Sturmabteilung (SA)  e delle Schutzstaffel (SS) e nel dopoguerra un informatore della Stasi, la polizia segreta della DDR.

## Biografia
Karl von Kraus nacque a Praga nel 1905, figlio del germanista Carl von Kraus e di sua moglie Eleonore. A Monaco di Baviera, dove suo padre fu nominato professore di filologia, visse in prima linea gli anni di crisi della giovane Repubblica di Weimar: come membro della lega di destra "Freikorps Oberland", fu coinvolto nel putsch di Monaco di Adolf Hitler nel 1923. Nel 1924 iniziò a studiare medicina a Monaco, che completò con successo nel 1929.
Contemporaneamente sviluppò una passione per l'alpinismo. Dal 1922 fu membro dell'Deutscher Alpenverein e del Soccorso alpino e dal 1926 fu impegnato nel servizio di soccorso in montagna della Croce Rossa bavarese. Nel 1929 prese finalmente parte alla prima spedizione tedesca sull'Himalaya, con l'obiettivo di scalare la terza montagna più alta del mondo, il Kangchenjunga. La spedizione  guidata da Paul Bauer radunò un gruppo di nove alpinisti pronti a tentare un nuovo tentativo sul Kangchenjunga che raggiunse la quota di 7.400 metri lungo l’ardito e difficilissimo sperone nord-est che domina il ghiacciaio Zemu e che sarà chiamato da Kurt Diemberger  “Sperone della Fantasia”.  Alla spedizione parteciparono i forti alpinisti Eugen Allwein, Peter Aufschneiter, Ernst Beigel, lo stesso Karl von Krauss, Joachim Leupold, Alexander Thœnes, Wilhelm Fendt e il fotografo Julius Brenner. Dopo il ritorno in Germania, lavorò come medico a Monaco e Greifswald. Nel novembre 1933 entrò a far parte della Sturmabteilung (SA). Apparteneva alla "Leibstandarte" delle SA e poco dopo il suo arruolamento venne nominato capo squadra (Sturm 38). Nel 1934 accettò finalmente un incarico a tempo pieno per le SA. Andò a Berlino, dove fu responsabile dell'assistenza medica nei campi gestiti dall'Ufficio universitario delle SA, che forniva un addestramento pre-militare agli studenti.
Dopo il cosiddetto putsch di Ernst Röhm e la conseguente privazione del potere delle SA nel 1934, questi campi furono occupati dalla Wehrmacht. Von Kraus tornò a Monaco nel 1935. Da allora in poi lavorò come assistente medico in una clinica. Nel frattempo si sposò (1934) e nacquero due dei suoi quattro figli successivi.
Von Kraus era ancora attivo nel soccorso alpino. Quando nel 1937 fallì il tentativo di conquista del Nanga Parbat, la cosiddetta "montagna del destino" per i tedeschi, von Kraus, insieme al maggiore Paul Bauer della fanteria di montagna, partì per l'Himalaya per salvare gli alpinisti rimasti infortunati. L'operazione di salvataggio fu accompagnata da un'ampia copertura mediatica e diede a von Kraus una certa notorietà nell'ambiente alpinistico.
Grazie ai suoi “straordinari successi alpinistici”, venne ammesso “onorabilmente” nel Partito Nazionalsocialista Tedesco dei Lavoratori (NSDAP) e nelle Schutzstaffel (SS). Dal 1937 lavorò come informatore per l'SD nella sezione principale di Monaco di Baviera nel campo della sanità pubblica e fu membro del "Progetto Lebensborn" e di altre organizzazioni nazionaliste come il "Nationalsozialistischer Deutscher Dozentenbund", il Fronte del lavoro e il Nationalsozialistische Volkswohlfahrt.
Nel 1938 divenne vicedirettore regionale della Croce Rossa tedesca in Baviera. Sempre nel 1938 assunse la direzione volontaria del Servizio tedesco di soccorso alpino e prese parte alla spedizione alpinistica tedesca al Nanga Parbat del 1938 nell'Himalaya. 
All'inizio della guerra divenne medico junior e in seguito medico di base nella 1ª Divisione di fanteria da montagna della Wehrmacht. Nel 1944 fu dichiarato indispensabile e quindi congedato dal servizio al fronte. Dopo la fine della guerra, nel maggio 1945 fu fatto prigioniero dagli americani e internato inizialmente a Garmisch-Partenkirchen.
Dopo la seconda guerra mondiale, nel 1958 von Kraus si trasferì dalla Repubblica Federale Tedesca alla DDR; si sentì deluso dal sistema sanitario e dalle condizioni sociali della Repubblica Federale Tedesca. Kraus arrivò a Dresda e trovò un impiego presso il policlinico di Sternplatz. Fu elogiato su vari media per la sua purificazione dal passato nazista e la sua trasformazione in un medico socialista esemplare.
Poco dopo il "Dipartimento principale V", addetto alla Vigilanza sull'apparato statale, della Sicurezza dello Stato della RDT e  responsabile della sicurezza interna, iniziò a dubitare sulla professionalità di von Kraus, il quale fu attenzionato dalla Stasi e la stessa amministrazione distrettuale di Dresda lo sottopose per due anni a procedura operativa (OV) "Ippocrate", ossia un'indagine penale segreta.
All'inizio del 1963 l'amministrazione distrettuale della Stasi di Dresda ordinò il suo trasferimento all'ospedale di Friedrichstadt. Nonostante le carenze professionali e il passato nazista, non vennero presi ulteriori provvedimenti e nello stesso anno la Stasi decise di reclutarlo come informatore segreto. Alla fine del 1967 terminò la collaborazione della Stasi con von Kraus; a causa di una malattia non era più in grado di esercitare la sua professione e quindi era diventato inutile. Kraus morì a Dresda all'età di 63 anni.